# Campionat del món de corfbol 2003
El 7è Campionat del Món de corfbol es va disputar als Països Baixos del 27 d'octubre al 9 de novembre de 2003, amb la participació de 16 seleccions nacionals. Els Països Baixos van guanyar la competició en derrotar Bèlgica a la final per 22-19.

## Seleccions

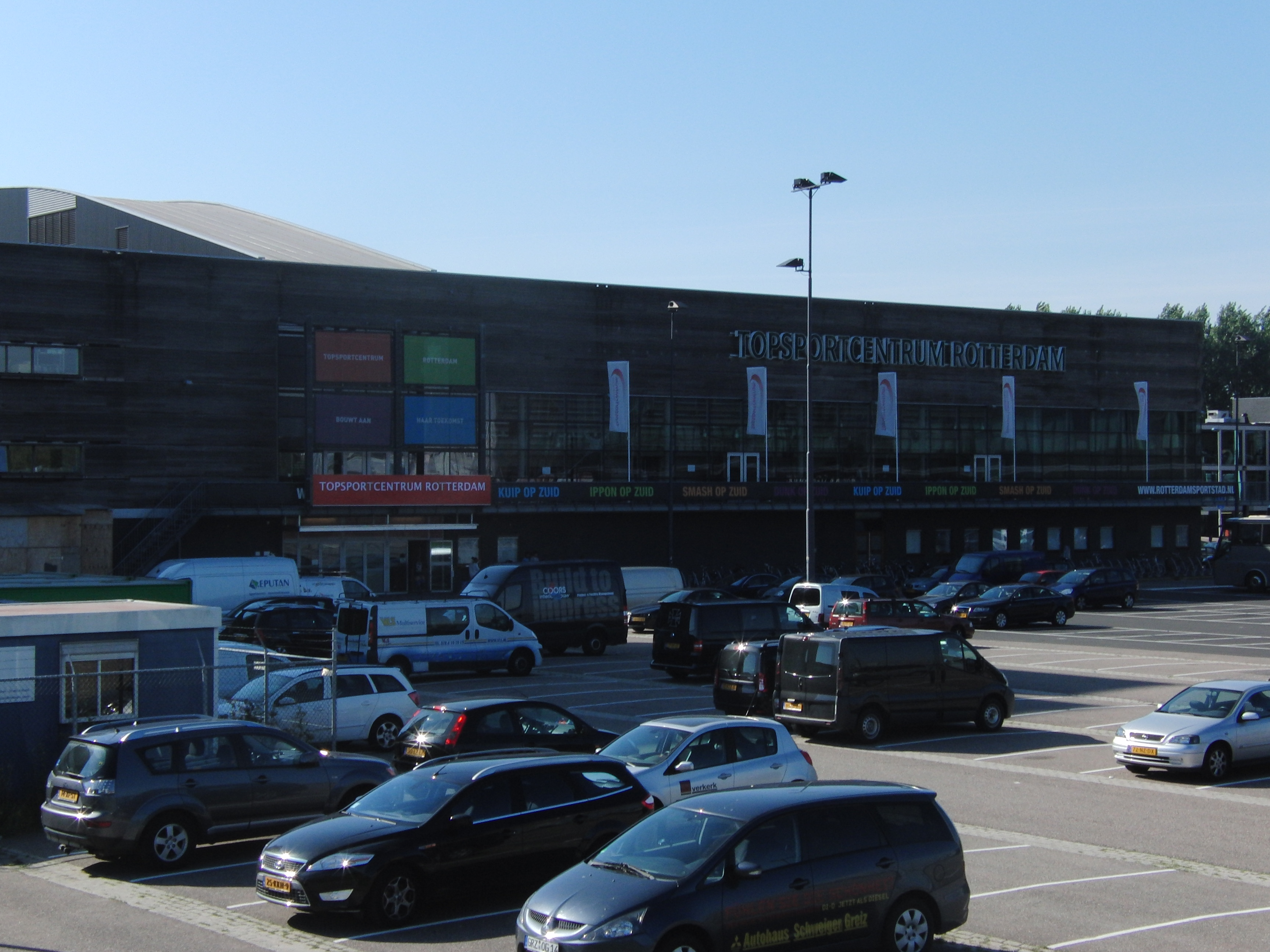
Topsportcentrum de Rotterdam

Hi van participar 11 seleccions de la demaració europea, Països Baixos, Bèlgica, República Txeca, Alemanya, Gran Bretanya, Portugal, Catalunya, Eslovàquia, Hongria, Polònia i Armènia, 4 d'Àsia-Oceania, Xina Taipei, Austràlia, Índia i Japó, i 1 de la resta, Sud-àfrica.
La selecció catalana, que va fer una estada als Països Baixos com a preparació d'aquest mundial, va estar formada per David Guzmán, Mertixell Arderiu, Juan Carlos Pérez, Cristina Visconti, Xavi Vidal, Alicia Salvador, Rosendo García, Lidia Soriano, Luis Rosa, Marta Flores, Alberto Vidaña, Raquel Varela, José Manuel
Castillo i Montse López.

## Fase classificatòria preliminar
Les quatre millors seleccions europees i les dues millors d'Àsia Oceania es van classificar directament per la fase final, mentre que 6 seleccions intermèdies van jugar una fase classificatòria preliminar en la qual el campió de cada grup passava a competir per les vuit primeres posicions del mundial i les altres per les vuit darreres. Els partits es van jugar a Vlissingen, Middelburg i Goes.

### Llegenda
| Pts = Punts J = Partits jugats G = Partits guanyats P = Partits perduts |  | CF = Cistelles a favor CC = Cistelles en contra DC = Diferència de cistelles (CF-CC) GG = Partit guanyat per Gol d'or (golden goal) |  |  |

| GRUP I        | Pts | J | G | P | CF | CC | DC  |
| ------------- | --- | - | - | - | -- | -- | --- |
| Gran Bretanya | 6   | 2 | 2 | 0 | 36 | 24 | +12 |
| Hongria       | 3   | 2 | 1 | 1 | 33 | 30 | +3  |
| Índia         | 0   | 2 | 0 | 2 | 25 | 40 | -15 |

| GRUP II    | Pts | J | G | P | CF | CC | DC  |
| ---------- | --- | - | - | - | -- | -- | --- |
| Portugal   | 6   | 2 | 2 | 0 | 42 | 24 | +18 |
| Catalunya  | 3   | 2 | 1 | 1 | 28 | 34 | -6  |
| Sud-àfrica | 0   | 2 | 0 | 2 | 25 | 37 | -12 |

| 27/10/03 | Hongria       | 12-17 | Gran Bretanya |
| 28/10/03 | Hongria       | 21-13 | Índia         |
| 29/10/03 | Gran Bretanya | 19–12 | Índia         |

| 27/10/03 | Catalunya  | 15-14 | Sud-àfrica |
| 28/10/03 | Sud-àfrica | 11-22 | Portugal   |
| 29/10/03 | Catalunya  | 13–20 | Portugal   |

## Fase de grups
Els partits de la fase final es van jugar al Topsportcentrum de Rotterdam.
| GRUP A-I      | Pts | J | G | P | CF | CC | DC  |
| ------------- | --- | - | - | - | -- | -- | --- |
| Països Baixos | 9   | 3 | 3 | 0 | 79 | 22 | +57 |
| Xina Taipei   | 6   | 3 | 2 | 1 | 39 | 51 | -12 |
| Gran Bretanya | 2   | 3 | 1 | 2 | 35 | 54 | -19 |
| Alemanya      | 1   | 3 | 0 | 3 | 36 | 62 | -26 |

| GRUP A-II | Pts | J | G | P | CF | CC  | DC  |
| --------- | --- | - | - | - | -- | --- | --- |
| Bèlgica   | 9   | 3 | 3 | 0 | 69 | 37  | +32 |
| Txèquia   | 6   | 3 | 2 | 1 | 50 | 42  | +8  |
| Portugal  | 3   | 3 | 1 | 2 | 41 | -11 |     |
| Austràlia | 0   | 3 | 0 | 3 | 33 | 62  | -29 |

| 02/11/03 | Alemanya      | 16-17(go) | Gran Bretanya |
| 02/11/03 | Països Baixos | 25-10     | Xina Taipei   |
| 04/11/03 | Taipei Xinès  | 16–14     | Alemanya      |
| 04/11/03 | Gran Bretanya | 6–25      | Països Baixos |
| 06/11/03 | Taipei Xinès  | 13–12     | Gran Bretanya |
| 06/11/03 | Països Baixos | 29–6      | Portugal      |

| 02/11/03 | Txèquia   | 21-13 | Austràlia |
| 02/11/03 | Bèlgica   | 25-15 | Portugal  |
| 04/11/03 | Austràlia | 5–24  | Bèlgica   |
| 04/11/03 | Portugal  | 9–12  | Txèquia   |
| 06/11/03 | Portugal  | 17–15 | Austràlia |
| 06/11/03 | Txèquia   | 17–20 | Bèlgica   |

| GRUP B-I   | Pts | J | G | P | CF | CC | DC  |
| ---------- | --- | - | - | - | -- | -- | --- |
| Hongria    | 9   | 3 | 3 | 0 | 56 | 31 | +25 |
| Sud-àfrica | 5   | 3 | 2 | 1 | 41 | 42 | -1  |
| Eslovàquia | 4   | 3 | 1 | 2 | 54 | 41 | +13 |
| Japó       | 0   | 3 | 0 | 3 | 21 | 58 | -37 |

| GRUP B-II | Pts | J | G | P | CF | CC | DC  |
| --------- | --- | - | - | - | -- | -- | --- |
| Catalunya | 9   | 3 | 3 | 0 | 48 | 29 | +19 |
| Polònia   | 6   | 3 | 2 | 1 | 48 | 34 | +14 |
| Índia     | 3   | 3 | 1 | 2 | 37 | 54 | -17 |
| Armènia   | 0   | 3 | 0 | 3 | 33 | 49 | -16 |

| 01/11/03 | Japó       | 5-20      | Hongria    |
| 01/11/03 | Eslovàquia | 15-16(go) | Sud-àfrica |
| 03/11/03 | Sud-àfrica | 11–10     | Japó       |
| 03/11/03 | Hongria    | 19–12     | Eslovàquia |
| 05/11/03 | Japó       | 6–27      | Eslovàquia |
| 05/11/03 | Hongria    | 17–14     | Sud-àfrica |

| 01/11/03 | Armènia   | 14-17 | Índia     |
| 01/11/03 | Polònia   | 10-14 | Catalunya |
| 03/11/03 | Índia     | 10–23 | Polònia   |
| 03/11/03 | Catalunya | 17–9  | Armènia   |
| 05/11/03 | Armènia   | 10–15 | Polònia   |
| 05/11/03 | Índia     | 10–17 | Catalunya |

## Fase final
Els partits de la fase final es van jugar a l'Ahoy Sports Palace de Rotterdam.

### Llocs 9 a 16
Les finals pels llocs 9 a 16 es van jugar el 7 de novembre.
| 15è-16è | Japó       | 12–13     | Armènia   |
| 13è-14è | Eslovàquia | 21–20(go) | Índia     |
| 11è-12è | Sud-àfrica | 19–15     | Polònia   |
| 9è-10è  | Hongria    | 13–14     | Catalunya |

### Llocs 5 a 8

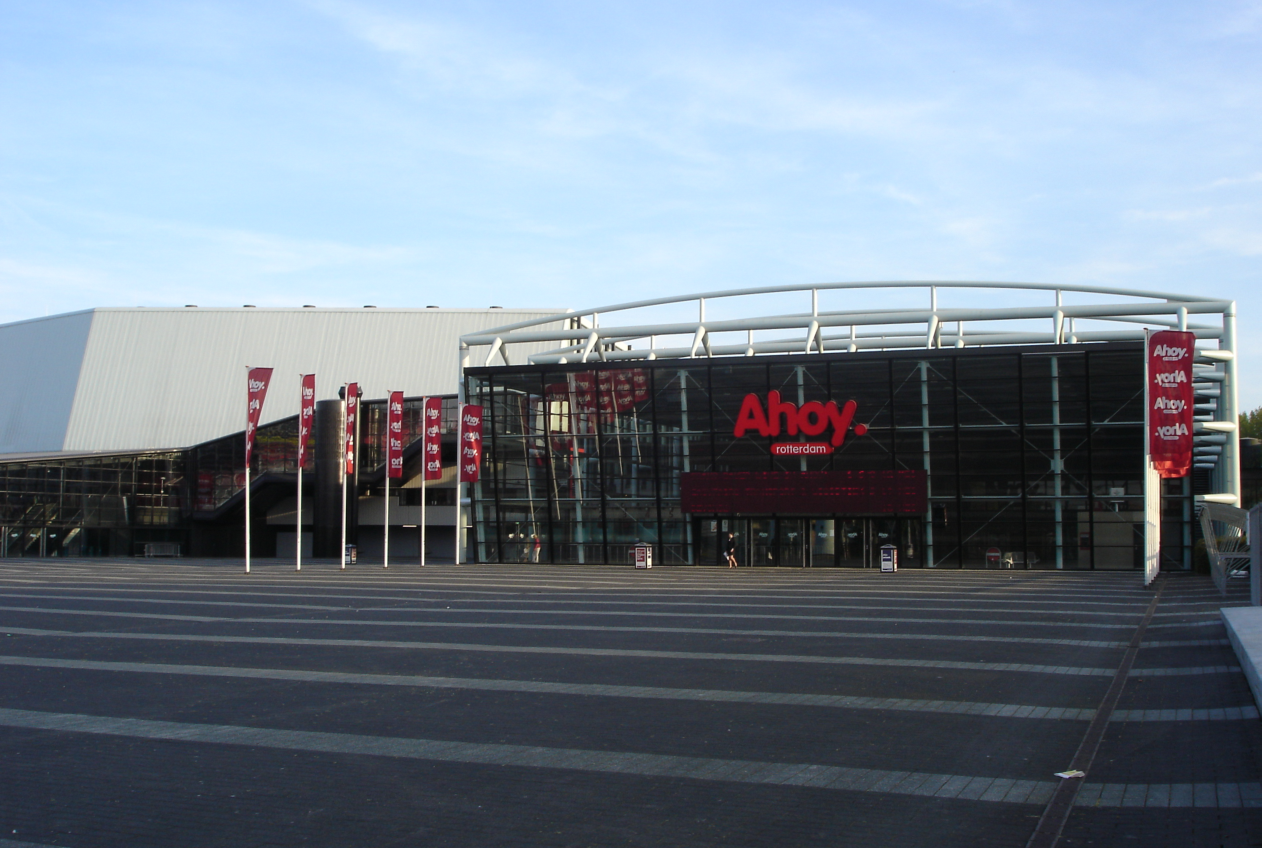
Pavelló Ahoy, Rotterdam

|  | Llocs 5 a 8   | Llocs 5 a 8   |    |               | Llocs 5 i 6   | Llocs 5 i 6 |
|  |               |               |    |               |               |             |
|  | 8 de novembre |               |    |               |               |             |
|  | Alemanya      | 12            |    |               |               |             |
|  | Portugal      | 19            |    |               |               |             |
|  |               |               |    |               |               |             |
|  |               |               |    |               | 9 de novembre |             |
|  |               |               |    |               | Portugal      | 17          |
|  |               | Gran Bretanya | 18 |               |               |             |
|  |               |               |    |               |               |             |
|  |               |               |    |               |               |             |
|  |               |               |    |               | Llocs 7 i 8   |             |
|  | 8 de novembre | 8 de novembre |    | 9 de novembre | 9 de novembre |             |
|  | Gran Bretanya | 15            |    | Austràlia     | 14            |             |
|  | Austràlia     | 13            |    |               | Alemanya      | 13          |

### Semifinals
|  | Semifinals    | Semifinals    |   |               | Final         | Final |
|  |               |               |   |               |               |       |
|  | 8 de novembre |               |   |               |               |       |
|  | Xina Taipei   | 10            |   |               |               |       |
|  | Bèlgica       | 23            |   |               |               |       |
|  |               |               |   |               |               |       |
|  |               |               |   |               | 9 de novembre |       |
|  |               |               |   |               | Països Baixos | 22    |
|  |               | Bèlgica       | 9 |               |               |       |
|  |               |               |   |               |               |       |
|  |               |               |   |               |               |       |
|  |               |               |   |               | Llocs 3 i 4   |       |
|  | 8 de novembre | 8 de novembre |   | 9 de novembre | 9 de novembre |       |
|  | Països Baixos | 23            |   | Xina Taipei   | 15            |       |
|  | Txèquia       | 12            |   |               | Txèquia       | 21    |